# اغوای جو تاینن
«فتنه‌گری جو تاینان» (انگلیسی: The Seduction of Joe Tynan) یک فیلم سیاسی به کارگردانی جری شاتزبرگ و محصول کشور آمریکا است که در سال ۱۹۷۹ منتشر شد.

## بازیگران
- باربارا هریس
- مریل استریپ
- ریپ تورن
- ملوین داگلاس
- آلن آلدا
- آدام راس
- بلانش بیکر
- چارلز کیمبرو
- مایکل دی هیگینز
- کری نای